# Carl Ludwig Kirschbaum

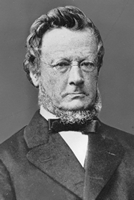
Carl Ludwig Kirschbaum

Carl Ludwig Kirschbaum (31 januari 1812, Usingen – 3 maart 1880, Wiesbaden) was een Duitse entomoloog, hoogleraar in de biologie en auteur. Tevens werkte hij als directeur van Museum Wiesbaden.
Hij was gespecialiseerd in cicaden.

## Publicaties
1868: Die Cicadinen der Gegend von Wiesbaden und Frankfurt a. M. nebst einer Anzahl neuer oder schwer zu unterscheidender Arten aus anderen Gegenden Europas (Jahrbücher des Nassauischen Vereins für Naturkunde 21: pagina 1-202)
1863: Die Reptilien und Fische des Herzogthums Nassau. Verzeichniß und Bestimmungstabelle. (Jahrbücher des Vereins für Naturkunde im Herzogthum Nassau 17/18: pagina 77-122)